# フィール (アニメ制作会社)
有限会社フィール（英: feel. inc.）は、日本のアニメ制作会社。株式会社ファンメディアの子会社。

## 概要
スタジオぴえろ（現：ぴえろ）の制作だった瀧ヶ崎誠が、アクタスの制作だった上坂陽一郎らと共に2002年、東京都武蔵野市に設立した。翌年より演出家の名和宗則ら演出・作画部門を擁し、同年に制作された『D.C. 〜ダ・カーポ〜』よりグロス請けを開始した。
2005年、『ジンキ・エクステンド』で元請制作を開始。2015年、『枕男子』にてAssez Finaud Fabric.と共同制作という形で初のオリジナルアニメーションを制作。2017年、『月がきれい』にて、自社単独では初のオリジナルアニメーションを制作した。
2007年頃、東京都小金井市に本社を移転。2015年には、小金井市内に新たに建設されたビルに本社を移転した。同ビル内にはアニメーション制作を行うゼクシズと、フィール立ち上げメンバーでもある上坂が代表を務める仕上・撮影・編集をメインとするAssez Finaud Fabric.も移転しており、当社と共に株式会社ファンメディアの100%子会社でもあるAssez Finaud Fabric.とは共同制作や下請けなど、共同してアニメーション制作を行うことが多い。また同社で制作デスクを務めた河口亮司が代表取締役社長を務めるフィリピンのグロス専門会社・World Anime Networks有限会社とはパートナーシップを結んでおり、2018年以降、同社の元請制作作品に参加している。
2013年10月より社内で定期的にクロッキー会を開催しており、外部アニメーターや制作を担当した作品の原作者なども参加している。本社が移転した後も開催しており、移転後のクロッキー会にはゼクシスのアニメーターも参加している。

## 制作体制
社員数は61名で社内に制作部、作画部、企画部、総務部がある。
フィールと共にファンメディアの100%子会社で同じビル内で活動するゼクシズやAssez Finaud Fabric.と共同制作をしたり下請けを出すことが多く、特にAssez Finaud Fabric.は、2007年以降のほぼ全ての同社元請作品で仕上・撮影・CG・編集を担当しており、各部門の監督も同社スタッフが担当している。さらに、パートナーシップを結んでいるWorld Anime Networksが2018年以降の元請作品で第二原画・動画・仕上に参加している。2010年代後半以降の元請作品における仕上・撮影・CG・編集は主にAssez Finaud Fabric.とWorld Anime Networksの2社がメインで作業を行っている。
『フタコイ オルタナティブ』にて共同制作をしたufotable作品へ原画で参加することが多く、ufotableのスタッフもfeel.作品に原画で参加することが多い。

## 作品履歴

### テレビアニメ
| 開始年 | 放送期間    | タイトル                                      | 監督         | シリーズ構成        | アニメーション プロデューサー | 原作             | 備考                                  |
| ------ | ----------- | --------------------------------------------- | ------------ | ------------------- | ----------------------------- | ---------------- | ------------------------------------- |
| 2005年 | 1月 - 3月   | JINKI:EXTEND                                  | むらた雅彦   | 荒川稔久            | 瀧ヶ崎誠                      | 漫画             |                                       |
| 2005年 | 4月 - 6月   | フタコイ オルタナティブ                       | 逢瀬祭       | 金月龍之介          | 近藤光                        | 読者参加企画     | 共同制作：ufotable、スタジオフラッグ  |
| 2005年 | 7月 - 12月  | D.C.S.S. 〜ダ・カーポ セカンドシーズン〜      | 名和宗則     | 長谷川勝己          | 瀧ヶ崎誠                      | ゲーム           |                                       |
| 2006年 | 10月 - 12月 | 乙女はお姉さまに恋してる                      | 名和宗則     | 長谷川勝己          | 瀧ヶ崎誠                      | ゲーム           |                                       |
| 2007年 | 4月 - 9月   | ながされて藍蘭島                              | 岡本英樹     | 池田眞美子          | 瀧ヶ崎誠                      | 漫画             |                                       |
| 2007年 | 10月 - 12月 | D.C.II 〜ダ・カーポII〜                       | 岡本英樹     | 雨野智晴            | 瀧ヶ崎誠                      | ゲーム           |                                       |
| 2008年 | 4月 - 6月   | D.C.II S.S. 〜ダ・カーポII セカンドシーズン〜 | 岡本英樹     | 雨野智晴            | 瀧ヶ崎誠                      | ゲーム           |                                       |
| 2008年 | 10月 - 12月 | 屍姫 赫                                       | むらた雅彦   | N/A                 | 白石直子 瀧ヶ崎誠             | 漫画             | 共同制作：GAINAX                      |
| 2009年 | 1月 - 3月   | 屍姫 玄                                       | むらた雅彦   | N/A                 | 白石直子 瀧ヶ崎誠             | 漫画             | 共同制作：GAINAX                      |
| 2009年 | 7月 - 9月   | かなめも                                      | 高柳滋仁     | 中瀬理香            | 瀧ヶ崎誠                      | 漫画             |                                       |
| 2010年 | 4月 - 6月   | kiss×sis                                      | 名和宗則     | 長谷川勝己          | N/A                           | 漫画             |                                       |
| 2010年 | 10月 - 12月 | ヨスガノソラ                                  | 高橋丈夫     | 荒川稔久            | 瀧ヶ崎誠                      | ゲーム           |                                       |
| 2010年 | 10月 - 12月 | FORTUNE ARTERIAL 赤い約束                     | 名和宗則     | 長谷川勝己          | 川﨑とも子                    | ゲーム           | 共同制作：ZEXCS                       |
| 2011年 | 7月 - 9月   | まよチキ!                                     | 川口敬一郎   | 吉田玲子            | 瀧ヶ崎誠                      | 小説             |                                       |
| 2012年 | 1月 - 3月   | パパのいうことを聞きなさい!                   | 川崎逸朗     | 荒川稔久            | 瀧ヶ崎誠                      | 小説             |                                       |
| 2012年 | 7月 - 9月   | だから僕は、Hができない。                     | 高橋丈夫     | 荒川稔久            | 瀧ヶ崎誠                      | 小説             |                                       |
| 2013年 | 1月 - 3月   | みなみけ ただいま                             | 川口敬一郎   | 鴻野貴光            | 瀧ヶ崎誠                      | 漫画             |                                       |
| 2013年 | 4月 - 6月   | 血液型くん!                                   | 大山佳久     | 山下憲一            | 上坂陽一郎                    | 漫画             | 共同制作：Assez Finaud Fabric.        |
| 2013年 | 10月 - 12月 | アウトブレイク・カンパニー                    | 及川啓       | 荒川稔久            | 瀧ヶ崎誠                      | 小説             |                                       |
| 2014年 | 7月 - 9月   | 普通の女子校生が【ろこどる】やってみた。      | 名和宗則     | 綾奈ゆにこ          | 瀧ヶ崎誠                      | 漫画             |                                       |
| 2014年 | 7月 - 9月   | 人生相談テレビアニメーション「人生」          | 川口敬一郎   | 荒川稔久            | 上坂陽一郎 白石直子           | 小説             | アニメーション制作協力：ミルパンセ    |
| 2014年 | 10月 - 12月 | 失われた未来を求めて                          | ホソダナオト | 川又り絵            | 吉田啓祐                      | ゲーム           |                                       |
| 2015年 | 1月 - 3月   | 血液型くん!2                                  | 大山佳久     | 山下憲一            | 上坂陽一郎                    | 漫画             | 共同制作：Assez Finaud Fabric.        |
| 2015年 | 4月 - 6月   | やはり俺の青春ラブコメはまちがっている。続    | 及川啓       | 菅正太郎            | 吉田啓祐                      | 小説             |                                       |
| 2015年 | 7月 - 9月   | 洲崎西 THE ANIMATION                          | 平峯義大     | 平峯義大            | 上坂陽一郎                    | 番組             |                                       |
| 2015年 | 7月 - 9月   | ビキニ・ウォリアーズ                          | 葛谷直行     | 玉井☆豪             | 上坂陽一郎 中川忍             | メディアミックス | 共同制作：ピー・アール・エー          |
| 2015年 | 7月 - 9月   | 枕男子                                        | N/A          | N/A                 | N/A                           | オリジナル       | 共同制作：Assez Finaud Fabric.        |
| 2015年 | 10月 - 12月 | 血液型くん!3                                  | 大山佳久     | 山下憲一            | 金泉瞬                        | 漫画             | 共同制作：Assez Finaud Fabric.、ZEXCS |
| 2016年 | 1月 - 4月   | だがしかし                                    | 高柳滋仁     | 高柳滋仁 加茂靖子   | 吉田啓祐                      | 漫画             |                                       |
| 2016年 | 1月 - 3月   | おしえて! ギャル子ちゃん                      | 川口敬一郎   | 川口敬一郎          | 上坂陽一郎 吉田啓祐           | 漫画             |                                       |
| 2016年 | 1月 - 3月   | 血液型くん!4                                  | 大山佳久     | 山下憲一            | 金泉瞬                        | 漫画             | 共同制作：Assez Finaud Fabric.、ZEXCS |
| 2016年 | 7月 - 9月   | この美術部には問題がある!                     | 及川啓       | 荒川稔久            | 吉田啓祐                      | 漫画             |                                       |
| 2017年 | 4月 - 6月   | 月がきれい                                    | 岸誠二       | 柿原優子            | 吉田啓祐                      | オリジナル       |                                       |
| 2018年 | 4月 - 6月   | ヒナまつり                                    | 及川啓       | 大知慶一郎          | 上坂陽一郎                    | 漫画             |                                       |
| 2018年 | 7月 - 9月   | ISLAND                                        | 川口敬一郎   | 荒川稔久            | 瀧ヶ崎誠                      | ゲーム           |                                       |
| 2019年 | 4月 - 10月  | この世の果てで恋を唄う少女YU-NO               | 平川哲生     | N/A                 | 上坂陽一郎                    | ゲーム           |                                       |
| 2020年 | 7月 - 9月   | やはり俺の青春ラブコメはまちがっている。完    | 及川啓       | 大知慶一郎          | 瀧ヶ崎誠                      | 小説             |                                       |
| 2020年 | 10月 - 12月 | おちこぼれフルーツタルト                      | 川口敬一郎   | 川口敬一郎 髙橋龍也 | 瀧ヶ崎誠                      | 漫画             |                                       |
| 2021年 | 7月 - 9月   | ぼくたちのリメイク                            | 小林智樹     | 木緒なち            | 瀧ヶ崎誠                      | 小説             |                                       |
| 2022年 | 7月 - 9月   | 組長娘と世話係                                | 川崎逸朗     | 大知慶一郎          | 瀧ヶ崎誠 吉田啓佑             | 漫画             | 共同制作：GAINA                       |
| 2023年 | 1月 - 3月   | スパイ教室                                    | 川口敬一郎   | 猪爪慎一            | 瀧ヶ崎誠                      | 小説             | 1st season                            |
| 2023年 | 7月 - 9月   | スパイ教室                                    | 川口敬一郎   | 猪爪慎一            | 瀧ヶ崎誠                      | 小説             | 2nd season                            |
| 2025年 | 4月 -       | Summer Pockets                                | 小林智樹     | 大知慶一郎          | 瀧ヶ崎誠                      | ゲーム           | 連続2クール                           |
| 2025年 | 10月 -      | 千歳くんはラムネ瓶のなか                      | 德野雄士     | 荒川稔久            | 未公表                        | 小説             |                                       |
| 2025年 | 10月 -      | ちゃんと吸えない吸血鬼ちゃん                  | 山井紗也香   | 綾奈ゆにこ          | 未公表                        | 漫画             |                                       |

### OVA
| 発売年 | タイトル                                       | 監督         | 原作             | 備考 |
| ------ | ---------------------------------------------- | ------------ | ---------------- | --- |
| 2007年 | ストレイト・ジャケット                         | ウシロシンジ | 小説             | |
| 2008年 | kiss×sis                                       | 名和宗則     | 漫画             | - 2015年、全12話 2008年から2015年にかけて発売された単行本第3巻から第15巻の特典付初回限定版に収録。 |
| 2012年 | みなみけ おまたせ                              | 川口敬一郎   | 漫画             | 2012年10月5日発売の単行本第10巻限定版に収録。 |
| 2013年 | パパのいうことを聞きなさい!男女8人夏物語       | 川崎逸朗     | 小説             | 2013年6月25日発売の原作第13巻OVA付予約限定版に収録。 |
| 2013年 | みなみけ 夏やすみ                              | 川口敬一郎   | 漫画             | 2013年8月6日発売の単行本第11巻限定版に収録。 |
| 2015年 | パパのいうことを聞きなさい!〜異人たちとの春～  | 川崎逸朗     | 小説             | 2015年3月25日発売の原作第18巻OVA付予約限定版に収録。 |
| 2016年 | 普通の女子校生が【ろこどる】やってみた。       | 名和宗則     | 漫画             | 全2話 Vol.1は2016年3月23日、Vol.2は同年6月22日発売。 |
| 2016年 | やはり俺の青春ラブコメはまちがっている。続     | 及川啓       | 小説             | 2016年10月27日に発売された「やはりゲームでも俺の青春ラブコメはまちがっている。続」の限定版に収録。 |
| 2016年 | ビキニ・ウォリアーズ                           | 葛谷直行     | メディアミックス | - 2021年、全6話、共同制作:ピー・アール・エー 2016年12月7日に発売されたOVA、2017年8月から9月に発送されたフィギュア「ビキニ・ウォリアーズ クレリック」の限定版、2018年7月27日に発売されたOVA2、2021年6月に発送されたフィギュア「ビキニ・ウォリアーズ ブラックナイト」の限定版に収録。 |
| 2017年 | おしえて! ギャル子ちゃん                       | 川口敬一郎   | 漫画             | 2017年1月23日発売のコミックス第4巻特装版に収録。 |
| 2023年 | だから、思春期は終わらずに、青春は続いていく。 | 及川啓       | 小説             | 2023年4月27日に発売された「やはりゲームでも俺の青春ラブコメはまちがっている。 完」の限定版に収録。 |

### Webアニメ
| 配信年 | タイトル               | 監督     | シリーズ構成    | アニメーション プロデューサー | 原作             |
| ------ | ---------------------- | -------- | --------------- | ----------------------------- | ---------------- |
| 2017年 | 拡張少女系トライナリー | 川崎逸朗 | 兵頭一歩 土屋暁 | 吉田啓祐                      | メディアミックス |

### ゲーム
| 発売年 | タイトル       | 備考                 |
| ------ | -------------- | -------------------- |
| 2016年 | シドストーリー | アニメーションPV制作 |

### 制作協力
| 年     | タイトル                                   | 制作元請                            | 備考                 |
| ------ | ------------------------------------------ | ----------------------------------- | -------------------- |
| 2003年 | 奇鋼仙女ロウラン                           | ゼクシズ                            | 各話制作協力         |
| 2003年 | D.C. 〜ダ・カーポ〜                        | ゼクシズ                            | 各話制作協力         |
| 2004年 | マーメイドメロディー ぴちぴちピッチ ピュア | アクタス、シナジージャパン          | 各話制作協力         |
| 2004年 | 魔法少女リリカルなのは                     | セブン・アークス                    | 各話制作協力         |
| 2005年 | Canvas2 〜虹色のスケッチ〜                 | ゼクシズ                            | 各話制作協力         |
| 2006年 | スクールランブル 二学期                    | スタジオコメット                    | 各話制作協力         |
| 2006年 | 姫様ご用心                                 | ノーマッド                          | 各話制作協力         |
| 2007年 | ネギま!?                                   | ガンジス、シャフト                  | 各話制作協力         |
| 2007年 | ななついろ★ドロップス                      | スタジオバルセロナ                  | 各話制作協力         |
| 2008年 | Φなる・あぷろーち2                         | プリンセスソフト                    | 製作協力             |
| 2009年 | 乃木坂春香の秘密 ぴゅあれっつぁ♪           | ディオメディア                      | 各話制作協力         |
| 2009年 | ヱヴァンゲリヲン新劇場版:破                | カラー                              | 動画協力             |
| 2010年 | セキレイ〜Pure Engagement〜                | セブン・アークス                    | 各話制作協力         |
| 2013年 | 惡の華                                     | ゼクシズ                            | 各話制作協力         |
| 2017年 | プリンセス・プリンシパル                   | Studio 3Hz、アクタス                | 各話制作協力         |
| 2018年 | だがしかし2                                | 手塚プロダクション                  | 設定協力             |
| 2020年 | はてな☆イリュージョン                      | Children's Playground Entertainment | 各話制作協力         |
| 2021年 | シャドウバース                             | ゼクシズ                            | 各話制作協力         |
| 2021年 | 進化の実〜知らないうちに勝ち組人生〜       | HOTLINE                             | 制作プロデュース協力 |
| 2022年 | 最果てのパラディン                         | Children's Playground Entertainment | 各話制作協力         |
| 2022年 | キャップ革命 ボトルマンDX                  | ガイナ                              | 各話制作協力         |
| 2022年 | シャドウバースF                            | ゼクシズ                            | 各話制作協力         |

## 関連人物

### アニメーター・演出家
- 名和宗則（所属演出家・監督・アニメーター）
- 川口敬一郎（監督・演出家）
- 及川啓（監督・演出家）
- 池端隆史（助監督・演出家）
- 枡田邦彰（同社所属・メインアニメーター）
- 立田眞一（同社所属・メインアニメーター）
- 山本篤史（同社所属・メインアニメーター）

- 佐藤元昭（同社所属・メインアニメーター）
- 平峯義大（所属演出家・アニメーター）
- 齊田博之（同社出身・元所属アニメーター）
- 平川哲生（監督・演出家）
- 吉澤太智（同社所属・演出）
- 下谷智之
- 島沢ノリコ
- 杉山了蔵

- 鈴木豪
- 赤井俊文
- 細田直人
- むらた雅彦
- 湯本佳典
- 荒木涼

### 脚本家
- 玉井☆豪
- 荒川稔久
- 大知慶一郎

### 制作
- 瀧ヶ崎誠（代表取締役社長・制作統括）
- 上坂陽一郎（プロデューサー、現・Assez Finaud Fabric.代表取締役社長）
- 河口亮司（元・制作デスク、現・World Anime Networks代表取締役社長）
- 駒屋健一郎（元・制作進行）